# Mansion Musick
Mansion Musick è il trentesimo mixtape del rapper statunitense Chief Keef, pubblicato il 13 luglio 2018 dalle etichette discografiche Glo Gang e RBC Records.

## Tracce
1. Belieber – 2:30
2. Rawlings – 3:10
3. TV On (Big Boss) – 2:54
4. Uh Uh (feat. Playboi Carti) – 2:46
5. Sky Say (feat. Tadoe) – 3:20
6. Hand Made – 3:17
7. Get This Money – 3:37
8. Yet – 2:53
9. Part Ways – 3:13
10. Tragedies – 3:14
11. Letter – 2:34